# Rasen-Antholz
Rasen-Antholz ([ˈraːsn̩-ˈanthɔlts]; italienisch Rasun-Anterselva) ist eine italienische Gemeinde in Südtirol mit 2949 Einwohnern (Stand 31. Dezember 2023). Sie umfasst das Antholzer Tal sowie einen kleineren Bereich des Pustertals. Bekannt ist die Gemeinde insbesondere für ihre Langlauf- und Biathlon-Infrastruktur.

## Geografie

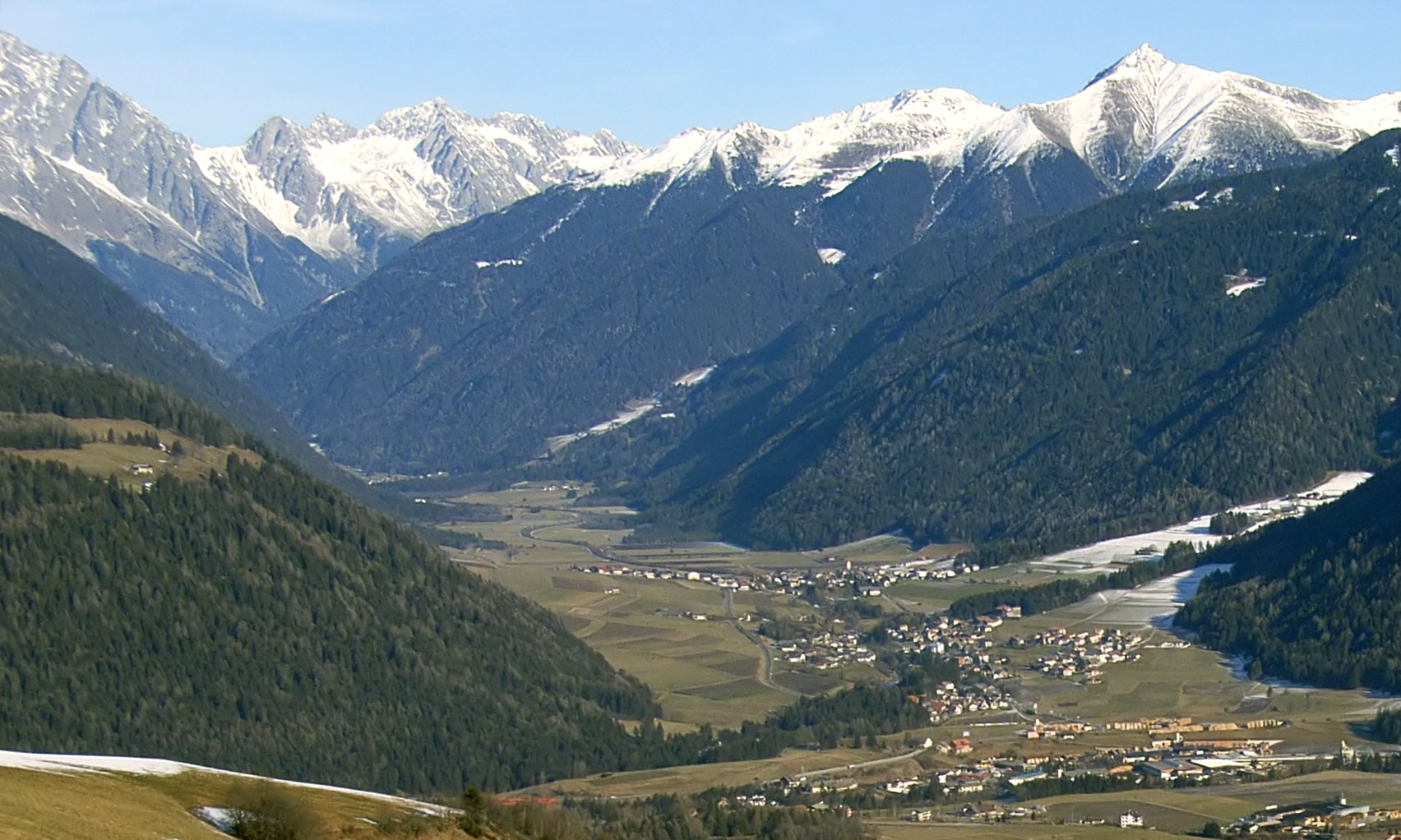
Blick vom Kronplatz auf den Anfang des Antholzer Tals: Hinter dem kleinen Industriegebiet im Vordergrund sind Nieder- und Oberrasen zu sehen.

Rasen-Antholz befindet sich im Osten Südtirols östlich von Bruneck. Das 120,92 km² große Gemeindegebiet nimmt das gesamte Antholzer Tal ein. Daneben umfasst es auch noch kleinere Flächen des in Ost-West-Richtung verlaufenden Pustertals, von dem das Antholzer Tal beim Olanger Becken in nördliche Richtung abzweigt. Die Bevölkerung siedelt in sechs größeren dörflichen Siedlungen mit Fraktionsstatus sowie einigen Weilern und Einzelhöfen.
Am Eingang des Antholzer Tals, das vom Antholzer Bach durchflossen wird, befinden sich in dichter Folge zunächst Niederrasen (1010–1050 m s.l.m.), der Hauptort der Gemeinde, und dann Oberrasen (1080–1110 m). Deutlich weiter taleinwärts liegen Antholz Niedertal (1110–1140 m), Antholz Mittertal (1240–1270 m) und – nach einem Schwenk des Tals Richtung Nordosten – die Streusiedlung Antholz Obertal (über 1300 m). Im Talschluss befindet sich der Antholzer See (1642 m), bevor das Gelände stark zum Staller Sattel (2052 m) ansteigt, einem befahrbaren Pass über die italienisch-österreichische Staatsgrenze ins Bundesland Tirol bzw. ins Osttiroler Defereggental.
Der Staller Sattel stellt auch die Verbindung zwischen den beiden Gebirgsgruppen her, die Antholz umrahmen, der Rieserfernergruppe und den Villgratner Bergen. Der Gebirgskamm, der das Tal im Westen und Norden begrenzt und größtenteils im Naturpark Rieserferner-Ahrn unter Schutz gestellt ist, zählt zur Rieserfernergruppe. Zu den bedeutendsten, sich hoch über den Talboden erhebenden Gipfeln gehören die Gelttalspitze (3126 m), das Fernerköpfl (3248 m), das Frauenköpfl (3251 m), der Magerstein (3273 m), der Wildgall (3273 m) und der Hochgall (3436 m), die allesamt Antholz vom nördlichen Reintal abschirmen, sowie die Große Ohrenspitze (3101 m). Der Kamm der Villgratner Berge, der sich an der Ostseite des Antholzer Tals aufbaut, weist keine Dreitausender auf. Ihr höchster Gipfel ist die Rote Wand (2818 m). Da der Grenzverlauf hier über eine kurze Strecke von der Wasserscheide abweicht, gehört auch der oberste Abschnitt des Karbachtals, das in das östliche Gsieser Tal mündet, zum Gemeindegebiet.
Der zu Rasen-Antholz gehörende Abschnitt des Pustertals beschränkt sich im Bereich des Beckens, in dem sich die südliche Nachbargemeinde Olang ausdehnt, auf das Gewerbegebiet und den Ortsteil Neunhäusern (1000–1010 m). Westlich davon buchtet das Gemeindegebiet etwas aus, umfasst ein paar Häuser von Nasen an der Grenze zu Percha und überschreitet sogar die Rienz, wodurch auch ein kleines Gebiet am Fuße des Kronplatzes zu Rasen-Antholz zählt.

## Geschichte
Am Eingang des Antholzer Tals befindet sich in der gleichnamigen Flur das Gräberfeld Windschnur aus der Hallstattzeit mit zahlreichen interessanten Fundstücken. Es scheint sich dort entlang der Rienz vom Galgenbühel östlich bis zur Leitgeb-Pipe und dem Achmüllerkopf eine größere Siedlung befunden zu haben. Aus derselben Zeit stammt auch der sensationelle Rieserfernerfund. Auch bei der Burgruine Neurasen dürfte eine prähistorische Wallburg gestanden haben. Das Innere des Tales scheint erst durch die Bajuwaren im Frühmittelalter erschlossen und besiedelt worden zu sein.
Wie das gesamte Oberpustertal war das Gebiet laut den frühesten Urkunden aus dem 11. Jh. im Besitz der bayrischen Grafen von Andechs, für die die Herren von Rasen Ministerialdienst leisteten.
Der Talname Antholz wird ersturkundlich in den Jahren 1050–1065 als Êntholz im Traditionsbuch des Hochstifts Brixen genannt. Über die etymologische Provenienz des Wortes existieren mehrere Hypothesen. Beda Weber schreibt 1838:

„Der Name Antholz ist verschieden gedeutet worden; uns gefällt die natürlichste am besten. Die Vorsilbe an oder en wird häufig statt in, oder in der Bedeutung entlang, durch gebraucht, und nach den Regeln der Euphonie tritt gewöhnlich ein t in die Mitte der damit zusammen gesetzten Wörter, so dass Antholz nichts anderes bedeutet als im Gehölze, ein Name, welcher den ehemaligen Waldreichthum des Thales gut bezeichnet.“

Die Zusätze „Niedertal“, „Mittertal“ und „Obertal“ sind erst im 19. Jh. hinzugekommen. Vorher wurde Antholz Niedertal meist als Antholz oder seltener auch als St. Walburg bezeichnet, da die dortige Kirche der hl. Walburga geweiht ist. Antholz Mittertal war das Pfarrdorf Gassen und Antholz Obertal nannte man St. Josef.
Im Zuge der faschistischen Italianisierung wurde der Name Anterselva amtlich, eine Ableitung des lateinischen Urkundennamens „Ante Silvam“.
Die Ortsbezeichnung Rasen erscheint in denselben Jahren als Resinę sowie 1070 als Rasinen (mit ausdrücklicher Nennung der St. Johanneskirche). Das Wort geht auf die keltische Bezeichnung für Sumpf zurück: In der Antike war das gesamte Gebiet von einem See bedeckt, welcher womöglich im Laufe der Spätantike verlandete. Noch heute gibt es das Biotop Rasner Möser, welches 1923 unter Naturschutz gestellt wurde und auf mehreren Naturlehrpfaden erkundbar ist.
1928 wurden die bis dato eigenständigen Gemeinden Antholz, Oberrasen und Niederrasen gemeinsam mit Olang zur Gemeinde Rasun Valdaora/Rasen Olang fusioniert. 1955 wurde diese in die zwei heutigen Gemeinden Rasen-Antholz und Olang aufgeteilt.

## Politik
Bürgermeister seit 1956:
- Anton Zingerle: 1956–1964
- Josef Berger: 1964–1969
- Konrad Renzler: 1969–1980
- Heinrich Renzler: 1980–1995
- Karl Messner: 1995–2010
- Herbert Berger: 2010–2012
- Thomas Schuster: seit 2012

## Bevölkerung
Rasen-Antholz ist gemäß den erhobenen Sprachgruppenzugehörigkeitserklärungen bzw. Sprachgruppenzuordnungserklärungen eine weitgehend deutschsprachige Gemeinde. Als Berechnungsgrundlage der folgenden Prozentwerte wurden die gültigen Erklärungen von Personen mit italienischer Staatsbürgerschaft herangezogen.
| Sprache     | 1981    | 1991    | 2001    | 2011    | 2024    |
| ----------- | ------- | ------- | ------- | ------- | ------- |
| Deutsch     | 99,05 % | 98,36 % | 97,50 % | 98,40 % | 98,05 % |
| Italienisch | 0,91 %  | 1,56 %  | 2,31 %  | 1,16 %  | 1,36 %  |
| Ladinisch   | 0,04 %  | 0,08 %  | 0,20 %  | 0,44 %  | 0,59 %  |

## Bildung
Auf dem Gemeindegebiet befinden sich vier Grundschulen in Niederrasen, Oberrasen, Antholz Niedertal und Antholz Mittertal, die zusammen dem deutschen Schulsprengel der Nachbargemeinde Olang angeschlossen sind.

## Sport

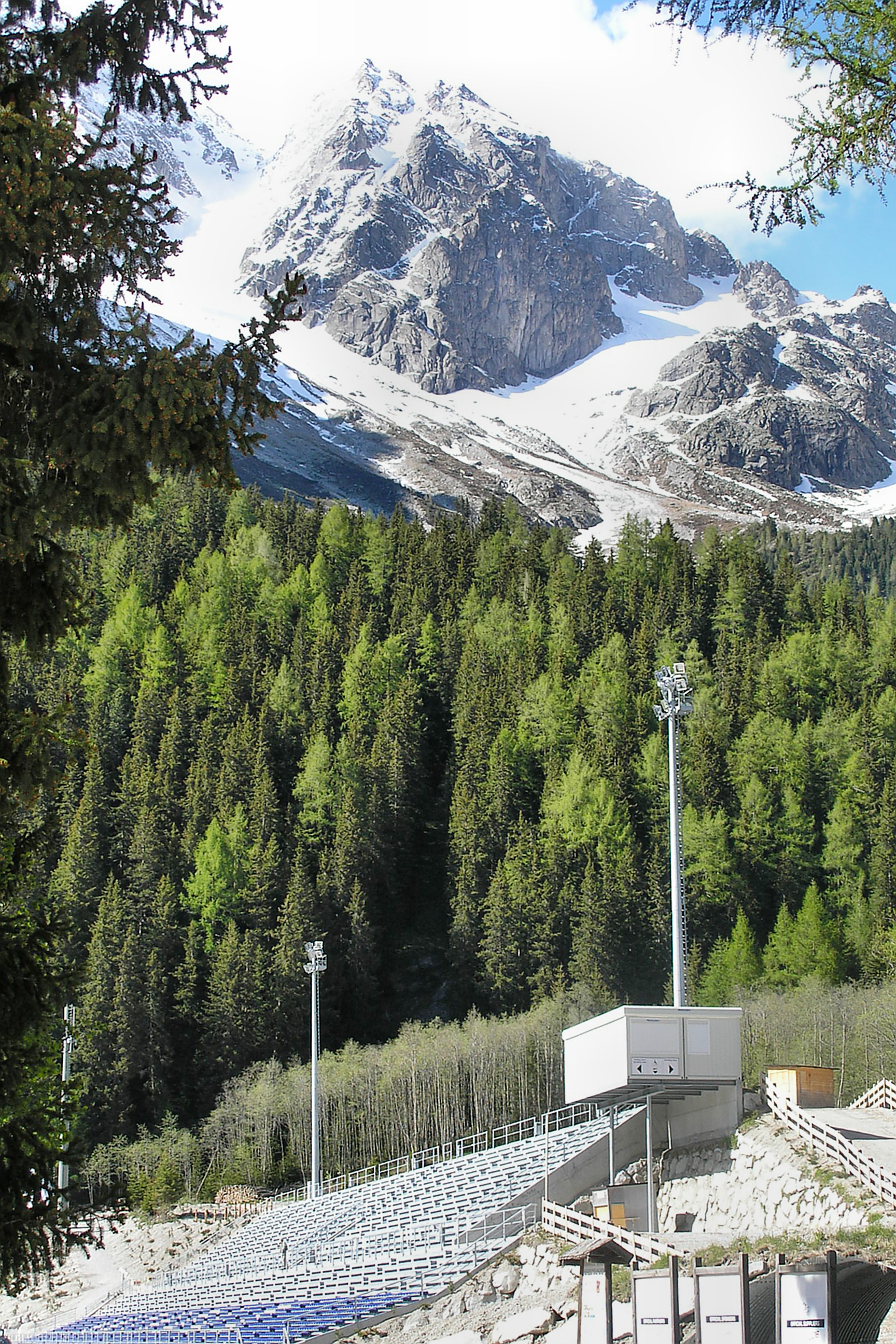
Biathlon-Stadion Südtirol Arena

Rasen-Antholz ist insbesondere als Wintersportgebiet bekannt, speziell sein umfangreiches Angebot an Langlaufloipen. Berühmtheit erlangte Antholz als Austragungsstätte von Biathlon-Wettkämpfen, darunter sechs Weltmeisterschaften. Nahe dem Antholzer See im obersten Abschnitt des Antholzer Tals befindet sich das Biathlon-Stadion Südtirol Arena, wo unter anderem jährlich Biathlon-Weltcuprennen stattfinden. Zudem befindet sich in Antholz Mittertal ein Schlepplift (Riepenlift) für Skifahrer.
Im Sommer ist die Gemeinde ein beliebtes Ziel von Wanderern und Mountainbike-Fahrern.

## Söhne und Töchter von Rasen-Antholz
- Hannes Mahrenberger (1910–1996), Arzt, Sänger, Gitarrist, Liedtexter und Volksliedsammler
- Helmut Bachmann (* 1959), Koch und Fachbuchautor
- Johann Passler (* 1961), Biathlet
- Andreas Zingerle (* 1961), Biathlet
- Gottlieb Taschler (* 1962), Biathlet
- Hubert Leitgeb (1965–2012), Biathlet
- Wilfried Pallhuber (* 1967), Biathlet
- Gerhard Wieser (* 1968), Koch und Fachbuchautor
- Matthias Messner (1976–2019), Film- und Theaterschauspieler
- Markus Windisch (* 1984), Biathlet
- Dominik Windisch (* 1989), Biathlet
- Dorothea Wierer (* 1990), Biathletin
- Hannah Auchentaller (* 2001), Biathletin